# 克洛斯特昆布德
克洛斯特昆布德是德国莱茵兰-普法尔茨州的一个市镇。总面积7.33平方公里，总人口284人，其中男性149人，女性135人（2011年12月31日），人口密度39人/平方公里。